# George Rajendran Kuttinadar

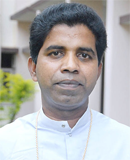
George Rajendran Kuttinadar, 2016

George Rajendran Kuttinadar SDB (* 14. April 1968 in Padanthalumoodu) ist  Bischof von Thuckalay.

## Leben
George Rajendram Kuttinadar trat der Ordensgemeinschaft der Salesianer Don Boscos bei, legte die Profess 1994 ab und empfing am 29. Dezember 2003 die Priesterweihe. Papst Benedikt XVI. ernannte ihn am 24. August 2012 zum Bischof von Thuckalay.
Der Großerzbischof von Ernakulam-Angamaly, George Kardinal Alencherry, spendete ihm am 16. September desselben Jahres die Bischofsweihe; Mitkonsekratoren waren der Erzbischof von Changanacherry, Joseph Perumthottam, und der Bischof von Kottar, Peter Remigius.